# Tenerife Espacio de las Artes

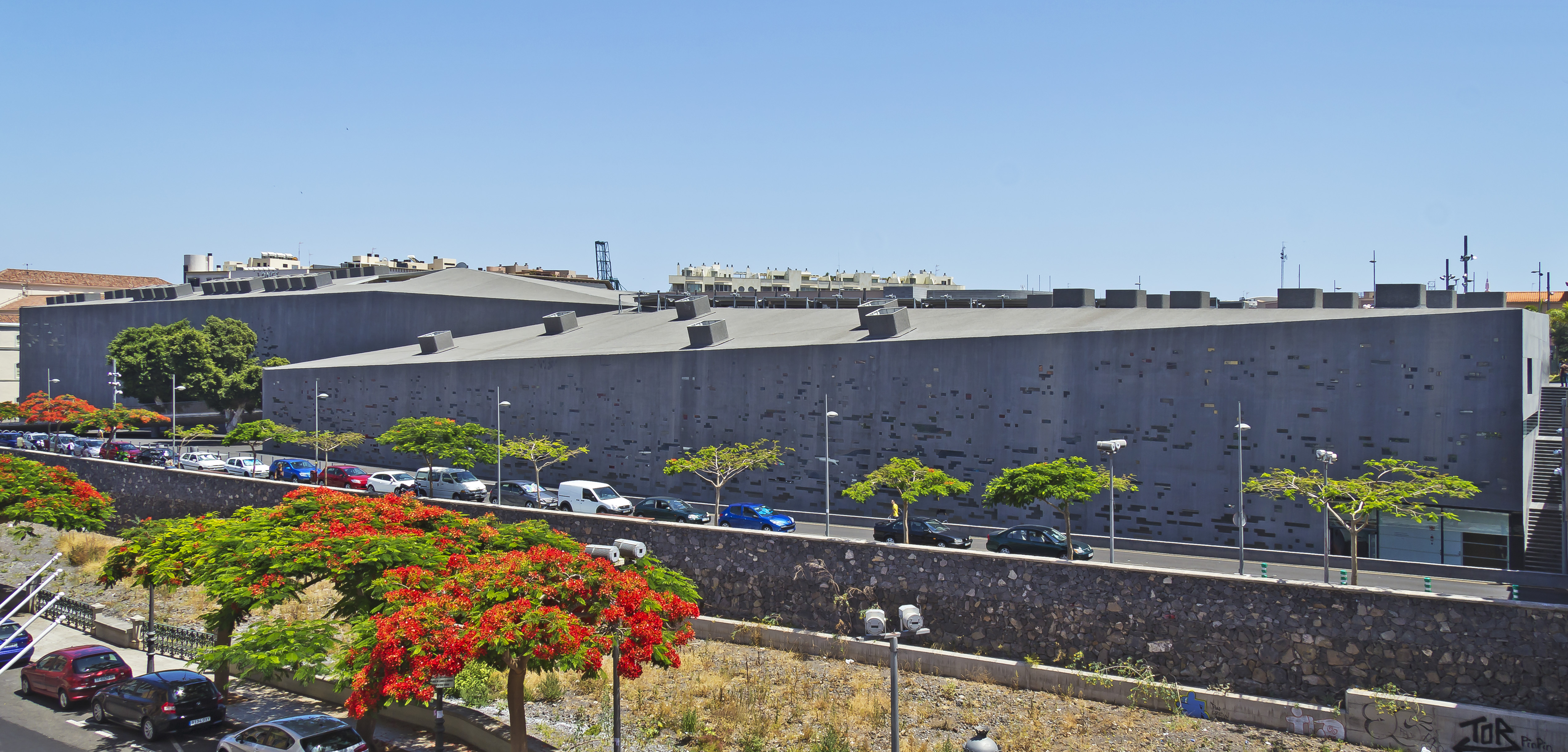
Ansicht von Nordwesten

Die Institution Tenerife Espacio de las Artes (TEA) ist ein Kunst- und Kulturzentrum in Santa Cruz de Tenerife. In dem Gebäude befinden sich auf einer Grundfläche von 20.622 m² verschiedene Ausstellungs-, Kino- und Vortragssäle, die Biblioteca Municipal de Santa Cruz de Tenerife und das Centro de Fotografía Isla de Tenerife. Die Eröffnung fand am 31. Oktober 2008 statt. In der Planungs- und Bauphase trug das Projekt den Namen Instituto Óscar Domínguez de Arte y Cultura Contemporánea (IODACC). Das Gebäude wurde von dem Schweizer Architektenbüro Herzog & de Meuron zusammen mit dem örtlichen Architekten Virgilio Gutiérrez entworfen.

## Standort
Das Gebäude befindet sich in der Innenstadt von Santa Cruz de Tenerife auf der rechten Seite des Barranco de Santos in direkter Nachbarschaft zum Gebäude des Alten Hospital Civil (Bürgerkrankenhaus) in dem sich das Museo de la Naturaleza y el Hombre befindet. Der obere Eingang des TEA liegt gegenüber dem Markt Nuestra Señora de Africa. Die Bücherei und das Restaurant sind vom Barranco de Santos aus zugänglich. Mit öffentlichen Verkehrsmitteln (Guagua und Tranvia) ist das TEA von allen Teilen der Stadt Santa Cruz de Tenerife aber auch von der benachbarten Universitätsstadt La Laguna problemlos zu erreichen.

## Architektur

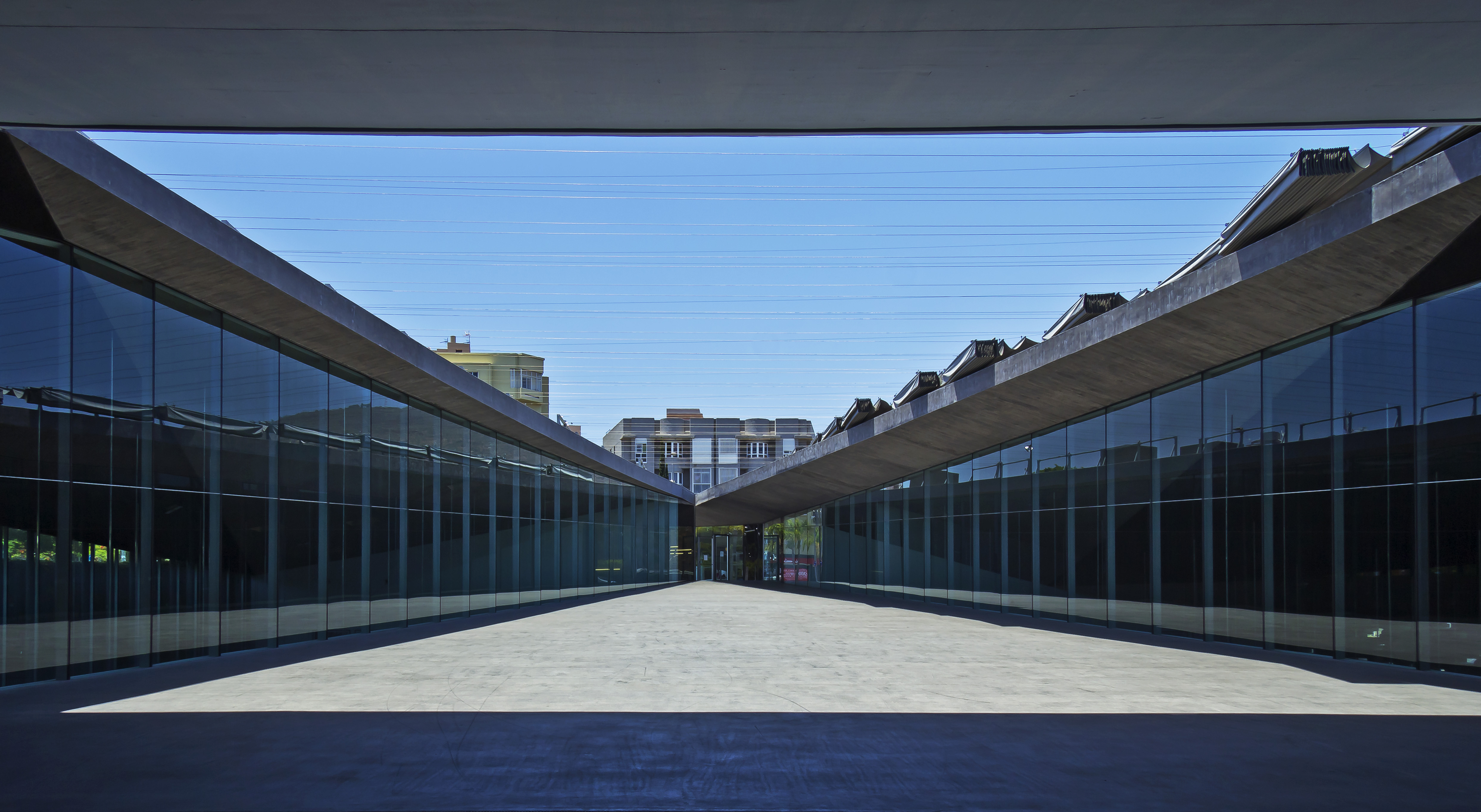
Innenhof

Die Gebäudeteile sind nach dem Vorbild eines kanarischen Herrenhauses um einen dreieckigen Innenhof (Patio) angelegt. Während es von außen durch seine nur durch pixelartigen verspiegelten Glasbetonbausteine und die Betonflächen sehr geschlossen wirkt, ist der Eindruck von innen durch die großen Glasflächen zum Patio bzw. zu nach oben offenen Flächen hinter den Außenmauern genau das Gegenteil. Ein öffentlicher Fußweg der quer durch das Gebäude, durch den Innenhof verläuft, verbindet über eine Rampe, den Bereich des Marktes Nuestra Señora de Africa mit der Altstadt um die Kirche Concepción.

## Einrichtungen

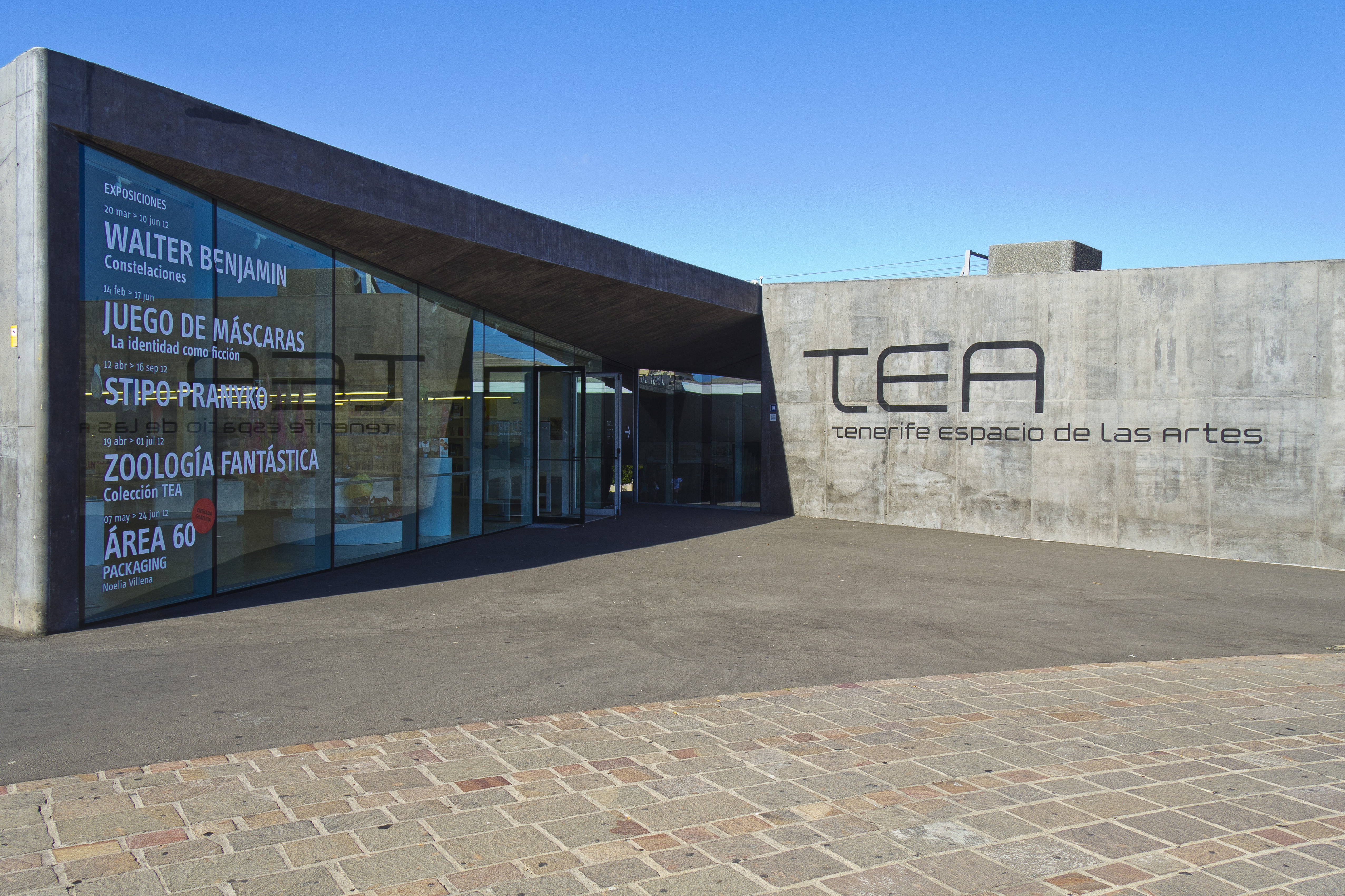
Oberer Eingang des Gebäudes

Der Innenhof eignet sich für Veranstaltungen wie Theater oder Musikvorführungen. Es gibt auf drei Ebenen drei Säle für Kunstausstellungen des TEA, einen „Festsaal“ (Sala de actos) für Vorträge und regelmäßige Filmvorführungen, einen Raum für Videovorführungen, einen Raum, der besonders für Werkstattkurse mit Kindern geeignet ist. Diese Einrichtungen sind durch den Haupteingang im Patio zu erreichen. Ein weiterer Saal für Ausstellungen, der in erster Linie vom Centro de Fotografía Isla de Tenerife genutzt wird, ist für Besucher nur vom aus Barranco aus zugänglich. Das Café-Restaurant ist, wie die Bücherei auf der gleichen Ebene WiFi-Zone. Im Museumsladen mit einem Eingang direkt an der Brücke General Serador werden alle Kataloge vergangener Ausstellungen verkauft. Darüber hinaus gibt es Bücher zu den Künstlern deren Werke ausgestellt sind und Gegenstände des modernen Kunsthandwerks. Im hinteren Teil des Ladens werden Ausstellungen gezeigt, die einen Bezug zu den Filmen haben die aktuell im Festsaal gezeigt werden. Der Eingang zu den Verwaltungsräumen der „Área de Cultura, Patrimonio Histórico y Museos“ liegt auf der Ostseite des Gebäudes. Einen großen Raum des Tenerife Espacio de las Artes nimmt die Biblioteca Municipal de Santa Cruz de Tenerife ein.

## Ausstellungen
Seit der Eröffnung wurden folgende Künstler in Einzelausstellungen gezeigt: Eberhard Bosslet, Stipo Pranyko, Pedro Garhel, Martín y Sicilia, Óscar Domínguez, Teo Sabando, Juan Gopar, Pablo Picasso, Carlos Schwarz, Thomas Ruff, Alexis W., Patti Smith, Juan Hidalgo, Roland Penrose, Tatsumi Orimoto und viele weitere in thematische Ausstellungen.

## Carla
Seit 2023 befindet sich außerhalb des Gebäudes die Skulptur Carla des Bildhauers Jaume Plensa. Es handelt sich um einen weiblichen Kopf, der länglich, gestaucht, kunstvoll und mit veränderter Behaarung ist. Die Skulptur ist 7 Meter hoch und wiegt 7,8 Tonnen, sie besteht aus Gusseisen.